# 索菲婭·納萊平斯卡-博伊丘克
索菲婭·亞歷山德里芙娜·納萊平斯卡-博伊丘克（羅馬化：Sofiia Oleksandrivna Nalepynska-Boichuk；1884年7月30日—1937年12月11日），烏克蘭藝術家，畫家米哈伊洛·博伊丘克之妻，其作品主要為木刻版畫。

## 生平
1884年，索菲娅·纳列平斯卡娅-博伊丘克出生於波蘭羅茲，其父為鐵道工程師，其母則為鋼琴家。1890年她因父親工作調動而與家人遷至俄羅斯聖彼得堡，開始向波蘭畫家扬·齐翁格林斯基學習繪畫，後來她在慕尼黑師從匈牙利畫家霍洛希·西蒙，並入讀巴黎的朗松學院，向費利克斯·瓦洛頓與莫里斯·丹尼學習，於1909年畢業，她也在巴黎與來自烏克蘭的畫家米哈伊尔·博伊丘克相識，兩人於1917年在基輔結婚，隔年生下一子。
索菲娅很快便學會烏克蘭語並融入當地文化，1919年至1922她在米爾霍羅德的一所藝術學校工作，隨後負責管理基輔造型藝術學院（1924年改名為基輔藝術學院，即今國家視覺藝術與建築學術院前身）的木刻版畫工作室與教學，1925年至1931年為烏克蘭革命藝術協會的成員。
1937年6月，索菲娅與其夫博伊丘克被契卡（當時的蘇聯秘密警察）以「作為反革命的烏克蘭民族法西斯組織的成員」和為「外國情報進行間諜工作」等罪名逮捕，其丈夫於7月被處決，而索菲亞在被折磨了6個月後被丹尼爾·利法爾（Даниил Лифарь）中尉和米年科（Міненко）中士判處死刑後處決。1958年她得到蘇聯平反。1996年國家視覺藝術與建築學術院設立被迫害藝術家紀念碑，其上刻有40位藝術家的名字，索菲娅的名字即為其中之一。

## 作品

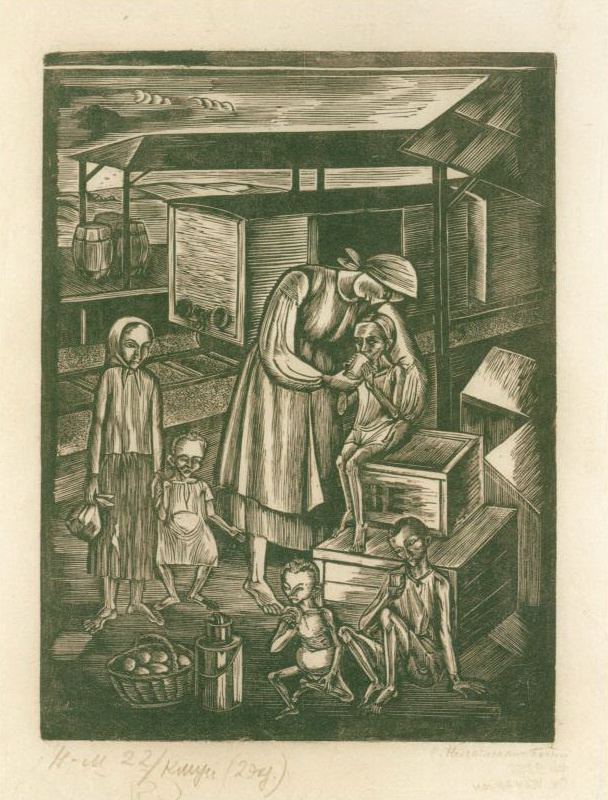
以烏克蘭大饑荒為主題的作品

索菲娅大多數的作品為木刻版畫，常用於書本的插圖。烏克蘭獨立戰爭期間她曾為政府設計紙鈔圖案與國債券，但沒有被使用。